# Rio Grande Valley Killer Bees
Die Rio Grande Valley Killer Bees waren eine US-amerikanische Eishockeymannschaft aus Hidalgo, Texas. Das Team spielte seit der Saison 2003/04 in der Central Hockey League.

## Geschichte
Die Rio Grande Valley Killer Bees wurden 2003 als Franchise der Central Hockey League gegründet. In ihrer Premierensaison qualifizierte sich die Mannschaft als Zweiter der Southeast Division auf Anhieb für die Playoffs um den Miron Cup, in denen sie jedoch bereits in ihrer ersten Runde dem späteren Meister Laredo Bucks in der Best-of-Three-Serie mit einem Sweep unterlagen. Ihren größten Erfolg erreichten die Killer Bees mit dem Erreichen der zweiten Playoff-Runde in der Saison 2008/09, in der sie nach einem Sieg über die Corpus Christi IceRays wie 2004 dem späteren Meister mit einem Sweep unterlagen. Dieses Mal verlor Rio Grande gegen die Texas Brahmas. Nach der Saison 2011/12 stellten die Rio Grande Valley Killer Bees den Spielbetrieb ein.

## Saisonstatistik
Abkürzungen: GP = Spiele, W = Siege, L = Niederlagen, T = Unentschieden, OTL = Niederlagen nach Overtime SOL = Niederlagen nach Shootout, Pts = Punkte, GF = Erzielte Tore, GA = Gegentore, PIM = Strafminuten
| Saison  | GP | W  | L  | T | OTL | SOL | Pts | GF  | GA  | Platz         | Playoffs                        |
| 2003–04 | 64 | 32 | 24 | — | 8   | —   | 72  | 165 | 162 | 2., Southeast | Niederlage in der ersten Runde  |
| 2004–05 | 60 | 19 | 38 | — | 3   | —   | 41  | 149 | 221 | 4., Southeast | nicht qualifiziert              |
| 2005–06 | 64 | 33 | 25 | — | 6   | —   | 72  | 204 | 183 | 2., Southeast | Niederlage in der ersten Runde  |
| 2006–07 | 64 | 28 | 28 | — | 8   | —   | 64  | 185 | 203 | 3., Southeast | Niederlage in der ersten Runde  |
| 2007–08 | 64 | 16 | 41 | — | 7   | —   | 39  | 171 | 278 | 4., Southeast | nicht qualifiziert              |
| 2008–09 | 64 | 35 | 24 | — | 5   | —   | 73  | 221 | 198 | 3., Southeast | Niederlage in der zweiten Runde |
| 2009–10 | 64 | 27 | 27 | — | 10  | —   | 64  | 193 | 228 | 6., Southern  | nicht qualifiziert              |
| 2010–11 | 66 | 25 | 35 | — | 6   | —   | 56  | 194 | 232 | 8., Berry     | Niederlage in der ersten Runde  |
| 2011–12 | 66 | 32 | 27 | — | 7   | —   | 71  | 208 | 200 | 4., Berry     | Niederlage in der ersten Runde  |

## Team-Rekorde

### Karriererekorde
Spiele: 255  Aaron Lee
Tore: 97  Aaron Lee
Assists: 102  Billy Newson
Punkte: 192  Billy Newson
Strafminuten: 856  Ryan Shmyr

## Bekannte Spieler
- Dwayne Hay